# Gostynia

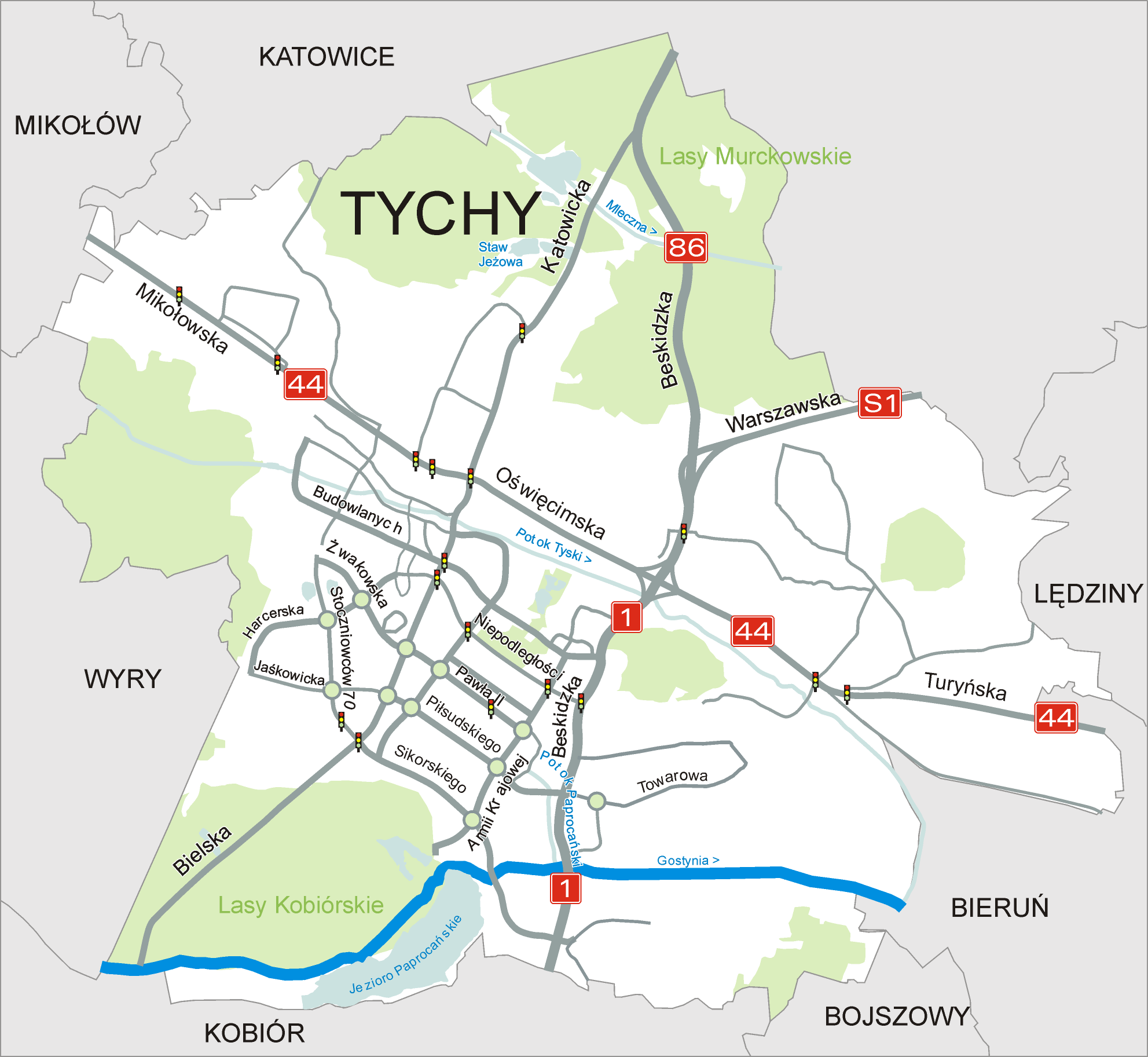
Gostynia – przepływ przez Tychy

Gostynia (niem. Gostine, znana również jako Gostynka) – rzeka w południowej Polsce, w województwie śląskim. Przepływa przez Orzesze, Gostyń, Tychy oraz Bieruń Nowy.

## Przebieg
Źródła rzeki znajdują się w Orzeszu. Gostynia płynie równoleżnikowo, z zachodu na wschód. Przepływa przez gminę Wyry, Tychy oraz Bieruń, gdzie wpada bezpośrednio do Wisły. Południowa część działu wodnego należy do zlewni Potoku Tyskiego wpadającego do Gostynki w granicach miasta Tychy. Północno-wschodnia część terenu znajduje się w zlewni dopływów rzeki Mleczna, która wpada do Gostynki w południowo-zachodniej części Bierunia. W zlewni Gostynki występują liczne cieki niemające nazwy oraz szereg otwartych rowów, płynących płytko zagłębionymi korytami o nieregularnym przebiegu, płaskodennych korytach i słabo zaznaczonej morfologii zboczy. Równinny rejon rzeki Gostynki cechuje mały i powolny spływ wód powierzchniowych. Obszar ten łagodnie opada ku Gostynce, a jego powierzchnia pokryta jest nieprzepuszczalnymi osadami miocenu, co skutecznie ogranicza infiltrację wód. W wyniku tego poziom wód gruntowych jest wysoki, sięgając czasem aż powierzchni terenu. Gostynki kanałem okrężnym przerzucono poza zbiornik, gdzie nosi nazwę potoczną „Czarna Gostynka” (od barwy zanieczyszczonych wód). Ciek o nazwie "Stara Gostynka", zbierający wody z okolicznych dopływów leśnych, zasila od północy Jezioro Paprocańskie, poprzez osadnik na obszarze cofkowym. Główne wody Gostynki omijają jezioro od północnego
zachodu, oddzielone odeń obszarem zalewowym i obwałowaniami.

## Dopływy
Do najważniejszych dopływów rzeki Gostynii należą:
- Lewe dopływy:
  - Mleczna
  - Potok Tyski
  - Potok Wyrski
  - Potok Paprocański

- Prawe dopływy:
  - Stara Gostynka
  - Rów Młynówka